# Aliaksandra Herasimenia
Aliaksandra Herasimenia (en biélorusse Аляксандра Герасіменя, née le 31 décembre 1985) est une nageuse biélorusse en activité spécialiste des épreuves de sprint en nage libre et en dos. Révélée par trois titres juniors de championne d'Europe, elle est suspendue pour dopage entre 2003 et 2005. Multiple médaillée au niveau planétaire et continental, elle décroche en 2010 son premier titre international majeur lors des Championnats d'Europe de Budapest, sur 50 m dos.

## Biographie

### Carrière sportive
C'est au niveau junior que la nageuse biélorusse fait parler d'elle pour la première fois. En effet, lors des Championnats d'Europe juniors 2001 organisés sur l'île de Malte, elle remporte trois titres sur 50 et 100 m nage libre ainsi que sur 50 m m dos. La même année, après avoir déjà participé aux Championnats d'Europe en petit bassin à la fin de l'année 2000, elle s'aligne sans briller aux Championnats du monde 2001 à Fukuoka. Elle remporte de premières récompenses au niveau international élite en 2002 ; tout d'abord à Berlin lors des Championnats d'Europe en grand bassin où elle est double médaillée de bronze sur 50 m nage libre et 50 m dos. La natation féminine biélorusse connaît alors une période faste puisque outre Herasimeina, Alena Popchanka et Hanna Shcherba sont également médaillées durant la compétition. C'est d'ailleurs avec ces deux nageuses ainsi qu'avec Sviatlana Khakhlova qu'elle enlève en fin d'année la médaille d'argent du relais 4 × 50 m nage libre lors des Championnats d'Europe en petit bassin, à moins d'une demi-seconde du quatuor suédois sacré champion du monde quelques mois plus tôt à Moscou (sur 4 × 100 m nage libre).
Contrôlée positive à la nandrolone le 26 mars 2003 à Minsk, comme le révèle la Fédération internationale de natation au mois de juillet suivant, elle est suspendue quatre années par cette même autorité ayant diligenté le contrôle hors compétition à partir du 3 juin 2003. Cette suspension est ramenée à deux ans l'année suivante et Herasimenia peut donc nager en compétition de nouveau dès juin 2005. C'est à l'occasion des Championnats d'Europe en petit bassin 2005 qu'elle effectue son retour, un retour remarqué puisqu'elle remporte la médaille de bronze du 50 m dos. Durant l'été 2006, elle devient vice-championne d'Europe en grand bassin sur cette épreuve derrière la détentrice du record du monde, l'Allemande Janine Pietsch. Peu de temps avant le rendez-vous continental, Herasimenia avait d'ailleurs égalé ce record du monde de 28 s 19 à l'occasion des Championnats de Biélorussie mais en l'absence d'un contrôle antidopage transmis par la Fédération biélorusse aux instances internationales, cette performance n'est pas homologuée. En 2007, elle décroche la médaille d'argent du 50 m dos durant les Championnats du monde organisés à Melbourne. Seule l'Américaine Leila Vaziri la devance alors, record du monde à la clé. Après avoir manqué les Jeux olympiques de 2004 en raison de sa suspension pour dopage, la Biélorusse participe pour la première fois à l'événement en 2008 à Pékin. Elle y atteint la finale du 50 m nage libre, terminant huitième et dernière en 24 s 77.
Après des Championnats du monde 2009 marqués par une cinquième place en finale du 50 m dos, elle s'illustre en fin d'année aux Championnats d'Europe en petit bassin. À Istanbul, elle enlève en effet l'argent sur 50 m dos derrière la Croate Sanja Jovanović et le bronze sur la distance supérieure. L'année 2010 la voit remporter son premier titre international élite en décrochant la médaille d'or du 50 m dos à Budapest lors des Championnats d'Europe. En 27 s64, elle devance l'Allemande Daniela Samulski de 35 centièmes de seconde, mais cède 24 centièmes de seconde à la Britannique Francesca Halsall en finale du 100 m nage libre lui permettant toutefois d'être médaillée d'argent.
Lors des Mondiaux de Shanghai en 2011, elle remporte la finale du 100 m en terminant première ex æquo avec la Danoise Jeanette Ottesen en 53 s 45.

### Activités politiques
En 2020, elle intègre l'Administration nationale anti-crise qui œuvre à une transition démocratique pacifique en Biélorussie. Elle a dans ses attributions la jeunesse et les sports. Cette même année, elle crée la Fondation bélarusse pour la solidarité sportive (BSSF) dont l'objet est le soutien aux sportifs bélarusses ciblés par les autorités. Poursuivie dans son pays pour avoir créé cette fondation, Herasimenia est condamnée en décembre 2022 à douze ans de prison par contumace.

## Palmarès

### Jeux olympiques
- Jeux olympiques 2012 à Londres (Royaume-Uni) :
  -  Médaille d'argent du 50 m nage libre.
  -  Médaille d'argent du 100 m nage libre.
- Jeux olympiques 2016 à Rio de Janeiro (Brésil) :
  -  Médaille de bronze du 50 m nage libre.

### Championnats du monde
| - Championnats du monde 2007 à Melbourne (Australie) : - Médaille d'argent du 50 m dos. - Championnats du monde 2011 à Shanghai (Chine) : - Médaille d'or du 100 m nage libre. - Championnats du monde 2017 à Budapest (Hongrie) : - Médaille de bronze du 50 m dos. | - Championnats du monde en petit bassin 2012 à Istanbul (Turquie) : - Médaille d'or du 50 m nage libre. |

### Championnats d'Europe
| - Championnats d'Europe 2002 à Berlin (Allemagne) : - Médaille de bronze du 50 m nage libre. - Médaille de bronze du 50 m dos. - Championnats d'Europe 2006 à Budapest (Hongrie) : - Médaille d'argent du 50 m dos. - Championnats d'Europe 2010 à Budapest (Hongrie) : - Médaille d'or du 50 m dos. - Médaille d'argent du 100 m nage libre. | - Championnats d'Europe en petit bassin 2002 à Riesa (Allemagne) : - Médaille d'argent du 50 m nage libre. - Médaille d'argent au titre du relais 4 × 50 m nage libre. - Championnats d'Europe en petit bassin 2005 à Trieste (Italie) : - Médaille de bronze du 50 m dos. - Championnats d'Europe en petit bassin 2009 à Istanbul (Turquie) : - Médaille d'argent du 50 m dos. - Médaille de bronze du 100 m dos. - Championnats d'Europe en petit bassin 2012 à Chartres (France) : - Médaille d'or du 50 m nage libre. - Médaille d'argent du 50 m papillon. - Médaille de bronze au titre du relais 4 × 50 m nage libre. - Championnats d'Europe en petit bassin 2013 à Herning (Danemark) : - Médaille de bronze du 50 m nage libre. - Médaille de bronze du 100 m nage libre. - Championnats d'Europe en petit bassin 2015 à Netanya (Israël) : - Médaille de bronze au titre du relais 4 × 50 m quatre nages mixte. |

## Records

### Records personnels
| Épreuve          | Temps                           | Compétition                            | Lieu                   | Date            |
| 50 m nage libre  | 24 s 11                         | Jeux olympiques                        | Rio de Janeiro, Brésil | 13 août 2016    |
| 100 m nage libre | 53 s 38                         | Jeux olympiques                        | Londres, Royaume-Uni   | 2 août 2012     |
| 50 m dos         | 27 s 23 (record d'Europe égalé) | Championnats du monde de natation 2017 | Budapest, Hongrie      | 27 juillet 2017 |